# Bor (rejon totiemski)
Bor (ros. Бор) – wieś w Rosji, w rejonie totiemskim obwodu wołogodzkiego. W 2010 r. liczyła 210 mieszkańców.